# Sparkasse Oder-Spree
Die Sparkasse Oder-Spree ist eine öffentlich-rechtliche Sparkasse mit Sitz in Frankfurt (Oder) in Brandenburg.

## Träger und Geschäftsgebiet
Träger der Sparkasse ist Zweckverband für die Sparkasse Oder-Spree, Verbandsmitglieder sind der Landkreis Oder-Spree und die Stadt Frankfurt (Oder). Geschäftsgebiet der Sparkasse ist der Landkreis Oder-Spree und die Stadt Frankfurt (Oder).

## Organisationsstruktur
Die Sparkasse Oder-Spree ist eine Anstalt des öffentlichen Rechts. Rechtsgrundlagen sind das Sparkassengesetz für Brandenburg und die durch den Zweckverband erlassene Satzung. Organe der Sparkasse sind der Vorstand, der Verwaltungsrat und der Kreditausschuss.

## Geschäftszahlen
Die Sparkasse Oder-Spree wies im Geschäftsjahr 2023 eine Bilanzsumme von 3,728 Mrd. Euro aus und verfügte über Kundeneinlagen von 3,212 Mrd. Euro. Gemäß der Sparkassenrangliste 2023 liegt sie nach Bilanzsumme auf Rang 137. Sie unterhält 24 Filialen/Selbstbedienungsstandorte und beschäftigt 423 Mitarbeiter.

## Sparkassen-Finanzgruppe
Die Sparkasse Oder-Spree ist Teil der Sparkassen-Finanzgruppe und gehört damit auch ihrem Haftungsverbund an. Er sichert den Bestand der Institute und sorgt dafür, dass sie auch im Fall der Insolvenz einzelner Sparkassen alle Verbindlichkeiten erfüllen können. Die Sparkasse vermittelt Bausparverträge der regionalen Landesbausparkasse, offene Investmentfonds der Deka und Versicherungen der Feuersozietät Berlin Brandenburg Versicherung AG sowie der Öffentliche Lebensversicherung Berlin Brandenburg AG. Im Bereich des Leasing arbeitet die Sparkasse Oder-Spree mit der  Deutschen Leasing zusammen. Die Funktion der Sparkassenzentralbank nimmt die Helaba wahr.

## Gesellschaftliches Engagement
Die Sparkasse unterstützt zahlreiche kulturelle, soziale und sportliche Aktivitäten in der Region. So ist sie Hauptsponsor des FSV Union Fürstenwalde.
Das dortige Stadion heißt seit 2012 Sparkasse-Oder-Spree Arena oder auch S-OS Arena.

## Geschichte
Im Jahre 1994 ist die Sparkasse Oder-Spree im Rahmen der Kreisgebietsreform aus den ehemaligen Kreissparkassen Fürstenwalde, Beeskow und Eisenhüttenstadt hervorgegangen. Zum 1. Mai 2003 erfolgte die Fusion mit der damaligen Sparkasse Frankfurt (Oder).